# Paternosterboontje
Het paternosterboontje of Abrus precatorius is een klimplant die vooral bekend is vanwege de zaden. Hiervan worden wel kettingen geregen, al bevatten de boontjes een sterk gif, abrine, een aan ricine verwante stof. Daarnaast diende het in India als gewichtseenheid ratti om het gewicht van munten te ijken.

## Gif
Het opeten van een enkele boon kan al fataal zijn. Als de betreffende stof direct in het lichaam zou worden geïnjecteerd, is een veel kleinere dosis al dodelijk. Het vergif zit onder een harde huid en een zonder kauwen ingenomen boon wordt in principe zonder schade uitgescheiden. De schil van geregen bonen is echter door de perforatie beschadigd.
Ook het rijgen van de kettingen is niet zonder gevaar. Wanneer men zichzelf per ongeluk met een naald prikt waarmee men de bonen heeft geperforeerd, injecteert men zichzelf al met een mogelijk dodelijke dosis. Er zijn gevallen bekend van kettingrijgers die op deze wijze aan hun eind zijn gekomen. 
Evenals ricine maakt ook abrine de ribosomen van de cellen onwerkzaam. Abrine is echter veel krachtiger dan ricine en daarmee een van de meest potente plantaardige vergiften. De vergiftigingsverschijnselen lijken dan ook op die van ricine. Na een latente periode van 1 tot 3 dagen krijgt het slachtoffer last van misselijkheid en hevige diarree. Uiteindelijk verstoort dit de vocht- en elektrolytenbalans waardoor de organen een voor een uitvallen en het slachtoffer komt te overlijden. Wanneer de symptomen optreden valt er medisch vrij weinig meer te beginnen, en kan men slechts de lichaamsfuncties ondersteunen en hopen dat het slachtoffer zal herstellen. De enige mogelijke medische behandeling is het slachtoffer zo snel mogelijk na inname, voor de bonen zijn verteerd, de maag leeg te laten pompen.
Hoewel relatief weinig doden zijn gevallen door abrine, is dit vergif zeer verraderlijk. Mensen kopen de geregen kettingen als souvenirs of cadeautjes, niet wetend dat de bonen extreem giftig zijn. Kinderen kunnen geneigd zijn de (aantrekkelijk en interessant gekleurde) boontjes in de mond te steken, ze door te slikken, sabbelen, kauwen of likken. Er is een geval bekend van vergiftiging door het drinken van thee waarin een ketting van paternosterboontjes had gelegen, ondanks het feit dat hete thee het gif kan denatureren. Hier komt het bijkomende bezwaar bij dat men door de kettingen te kopen men ook het levensgevaarlijke productieproces financiert. Abrine en de paternosterboon staan bovendien sterk in de aandacht van overheden in het kader van mogelijk misbruik door terroristen (evenals ricine). Kettingen van paternosterbonen worden dan ook in beslag genomen door douanes, mits zij hier alert op zijn en deze kennis hebben.